# Vojislav Koštunica
Vojislav Koštunica (en serbocroata: Војислав Коштуница; pronunciado [ʋǒjislaʋ koʃtǔnit͡sa] (escucharⓘ); Belgrado, 24 de marzo de 1944) es un político y abogado serbio. Fue presidente de la República Federal de Yugoslavia desde 2000 hasta el 2003 y luego primer ministro de Serbia desde 2004 hasta su renuncia en marzo de 2008, semanas después de la declaración de independencia de Kosovo.
En el contexto de las primeras elecciones libres en Serbia en 1990, Koštunica se une al Partido Domócrata, dos años más tarde deserta de este y funda el Partido Democrático de Serbia (DSS). En 2000, la Oposición Democrática de Serbia lo apoya como candidato en la elección presidencial de tal año. El resultado de 50,26%, el cual le daba la mayoría absoluta necesaria para ganar en primera vuelta, fue disputado por el presidente incumbente Slobodan Milošević, quien reclamaba que sólo había obtenido un 49% y que una nueva votación era necesaria. Protestas espontáneas aparecerion en Belgrado, las cuales forzaron a Milošević a aceptar los resultados y dejar el poder. A pesar de todo, Koštunica se opuso a la extradición de Milošević al Tribunal Penal Internacional para la antigua Yugoslavia y lo ha declarado así en múltiples ocasiones.
El 21 de febrero de 2008, luego de la declaración de independencia unilateral de Kosovo, Koštunica hizo un discurso en Belgrado. Parte del discurso es la siguiente:

"Queridos ciudadanos de Serbia, Serbia! Qué es Kosovo? Dónde está Kosovo? De quién es Kosovo? Hay alguno entre nosotros que no sea de Kosovo? Hay alguno entre nosotros que piense que Kosovo no nos pertenece?
Kosovo - ese el primer nombre de Serbia. Kosovo pertenece a Serbia. Kosovo pertenece al pueblo serbio. Así ha sido siempre. Y así será por siempre."

La independencia unilateral de Kosovo causó un crisis política de tal magnitud en el país que fue uno de los motivos por lo cual Koštunica llamó a realizar elecciones el mismo año, dando como resultado su salida del puesto de primer ministro. 
En 2014 renuncia de la presidencia del DSS y abandona el partido, argumentando la dirección que este en general había tomado y al ideal de neutralidad política al que este, según él, había renunciado.